# Nosh A Lody
Nongotamba Shutsa A Lody, detto Nosh (Likasi, 17 luglio 1989), è un ex calciatore congolese (Repubblica Democratica del Congo) naturalizzato finlandese, di ruolo difensore.

## Carriera

### Club
Ha collezionato oltre 150 presenze nella massima serie finlandese con varie squadre.

### Nazionale
Ha giocato nella nazionale finlandese Under-20.